# Маріфалієв Абдукаххор Тургунович
Абдукаххор Тургунович Маріфалієв (узб. Абдукаххор Тургунович Марифалиев/Abduqahhor Turg'unovich Marifaliyev, 10 травня 1971) — радянський та узбецький футболіст, що грав на позиції півзахисника. Відомий за виступами в низці футбольних клубів Узбекистану, Казахстану та Греції, а також за виступами у національній збірній Узбекистану, у складі якої став переможцем Азійських ігор 1994 року. Неодноразовий чемпіон Узбекистану та володар Кубка Узбекистану.

## Клубна кар'єра
Абдукаххор Маріфалієв розпочав виступи на футбольних полях у 1988 році в клубі другої ліги СРСР «Сохібкор», у якому грав до кінця сезону 1990 року. У 1991 році грав у складі ташкентського «Пахтакора» у вищій лізі СРСР. З 1992 року грав у складі ташкентського клубу вже у вищому узбецькому дивізіоні, де був одним із основних гравців команди. У 1992 році у складі «Пахтакора» Маріфалієв став чемпіоном країни, а в 1993 році володарем Кубка Узбекистану. У 1996 році Абдукаххор Маріфалієв перейшов до складу наманганського «Навбахора», в якому грав до початку 1997 року, та став у складі команди чемпіоном країни 1996 року. у 1997 році перейшов до ташкентського армійського клубу МХСК (Ташкент), з яким у цьому році знову став переможцем першості країни. У 1998 році перейшов до клубу з Ташкентської області «Дустлік», утім ще до кінця року перейшов до складу грецького клубу ПАОК. не потрапивши до основного складу команди, та зігравши лише 1 матч за салонікський клуб, Маріфалієв повернувся до «Дустліка», з яким двічі, у 1999 та 2000 роках став чемпіоном країни, а в 2000 році став ще й володарем Кубка Узбекистану. У 2002—2003 роках Абдукаххор Маріфалієв грав у складі казахського клубу «Єсіль-Богатир». З 2004 до початку 2005 року грав у складі ташкентського «Локомотива», після чого завершив виступи на футбольних полях.

## Виступи за збірну
Абдукаххор Маріфалієв дебютував у національній збірній Узбекистану 28 червня 1992 року в товариському матчі зі збірною Туркменістану. У 1994 році Маріфалієва включили до складу збірної для участі у Азійських іграх 1994 року в Японії. Хоча АФК цього року вирішила, що у складі збірних мають бути гравці лише віком до 23 років, проте практично всі команди приїхали на цей турнір у найсильніших складах. Абдукаххор Маріфалієв на турнірі не був постійним гравцем основи, зігравши на турнірі лише в двох матчах, що не завадило йому разом з іншими гравцями збірної стати переможцем турніру. Надалі Маріфалієв грав у складі збірної до 2001 року. Усього в складі збірної зіграв у 32 матчах, у яких відзначився 5 забитими м'ячами.

## Тренерська кар'єра
Після невеликої перерви по закінченні кар'єри гравця Абдукаххор Маріфалієв розпочав тренерську кар'єру. З 2008 року він входить до тренерського штабу клубу «Металург» (Бекабад).

## Нагороди
У 1994 році після перемоги у складі команди на Азійських іграх Абдукаххор Маріфалієв разом із іншими переможцями ігор та їх тренерами був нагороджений державною нагородою Республіки Узбекистан — медаллю «Шухрат».

## Титули і досягнення

### Командні
«Пахтакор»
- Чемпіон Узбекистану: 1992
- Володар Кубку Узбекистану: 1993

«Навбахор»
- Чемпіон Узбекистану: 1996

МХСК (Ташкент)
- Чемпіон Узбекистану: 1997

«Дустлік»
- Чемпіон Узбекистану: 1999, 2000
- Володар Кубку Узбекистану: 2000

Збірна Узбекистану
- Азійські ігри:

- : 1994